# Bahnstrecke Friedrichshafen Stadt–Friedrichshafen Hafen
| Der Endbahnhof Friedrichshafen Hafen |                      |                                    |                                    |
| Streckennummer (DB): | 4531                 |                                    |                                    |
| Kursbuchstrecke (DB): | 751 ex 316 (1944)    |                                    |                                    |
| Streckenlänge: | 0,792 km             |                                    |                                    |
| Spurweite: | 1435 mm (Normalspur) |                                    |                                    |
| Streckenklasse: | D4                   |                                    |                                    |
| Stromsystem: | 15 kV 16,7 Hz ~      |                                    |                                    |
| Minimaler Radius: | 190 m                |                                    |                                    |
| Streckengeschwindigkeit: | 40 km/h              |                                    |                                    |
| Zugbeeinflussung: | PZB                  |                                    |                                    |
| Zweigleisigkeit: | durchgehend          |                                    |                                    |
| |                      |                                    |                                    |
| \| \| \| von Stahringen \| \| \| \| 0,000 \| Friedrichshafen Stadt \| 404 m \| \| \| \| nach Oberteuringen \| \| \| \| \| nach Ulm \| \| \| \| \| nach Lindau \| \| \| \| 0,140 \| (23 m) \| (23 m) \| \| \| 0,170 \| (23 m) \| (23 m) \| \| \| 0,510 \| (22 m) \| (22 m) \| \| \| \| Fährhafen (Abzw) \| \| \| \| 0,792 \| Friedrichshafen Hafen \| 403 m \| \| \| \| Trajekt nach Romanshorn (bis 1976) \| \| \| \| \| \| \| \| Quellen: [1] \| \| \| \| |                      |                                    |                                    |
| Strecke |                      | von Stahringen                     | von Stahringen                     |
| Bahnhof | 0,000                | Friedrichshafen Stadt              | 404 m                              |
| Abzweig geradeaus und ehemals nach links |                      | nach Oberteuringen                 | nach Oberteuringen                 |
| Abzweig geradeaus und nach links |                      | nach Ulm                           | nach Ulm                           |
| Abzweig geradeaus und nach links |                      | nach Lindau                        | nach Lindau                        |
| Brücke | 0,140                | (23 m)                             | (23 m)                             |
| Brücke | 0,170                | (23 m)                             | (23 m)                             |
| Brücke | 0,510                | (22 m)                             | (22 m)                             |
| Strecke von links · Abzweig ehemals geradeaus und nach rechts |                      | Fährhafen (Abzw)                   | Fährhafen (Abzw)                   |
| Haltepunkt / Haltestelle Streckenende · Bahnhof (Strecke außer Betrieb) | 0,792                | Friedrichshafen Hafen              | 403 m                              |
| Eisenbahnfähre (Strecke außer Betrieb) |                      | Trajekt nach Romanshorn (bis 1976) | Trajekt nach Romanshorn (bis 1976) |
| |                      |                                    |                                    |
| Quellen: |                      |                                    |                                    |

Die Bahnstrecke Friedrichshafen Stadt–Friedrichshafen Hafen in Friedrichshafen verbindet den Stadtbahnhof mit dem Hafenbahnhof. Die 792 Meter lange Stichstrecke stellt betrieblich die Verbindung zwischen zwei Bahnhofsteilen dar.

## Geschichte

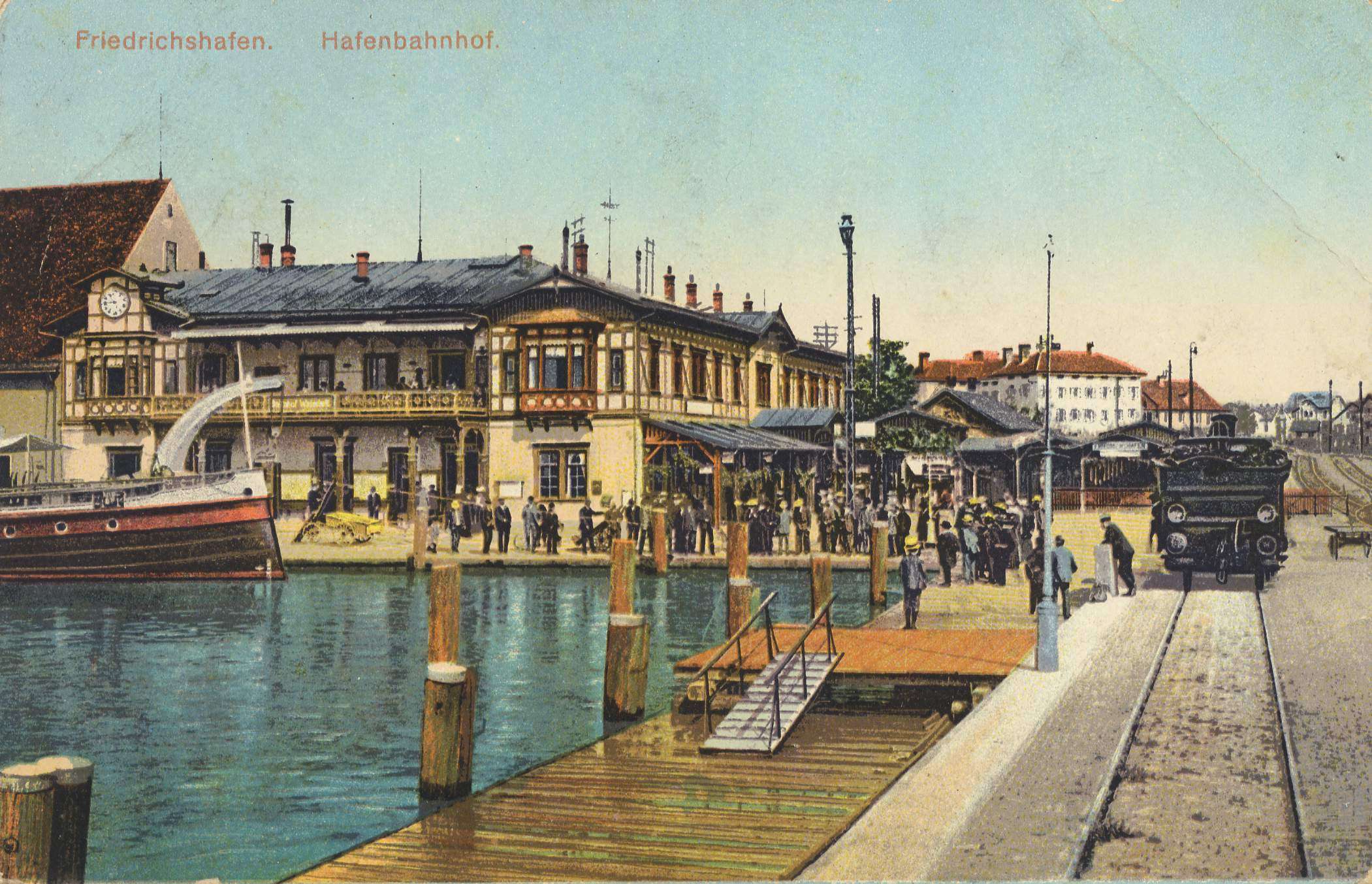
Der Streckenendpunkt um 1900

Nachdem Friedrichshafen schon ab 1847 an das erste Teilstück der Südbahn angeschlossen war, begannen die Königlich Württembergischen Staats-Eisenbahnen erst 1849 mit der Erweiterung in Richtung Hafen. Die neue Strecke ging am 1. Juni 1850 in Betrieb. Bis zur Auflassung des Trajektverkehrs über den Bodensee im Jahr 1976 wurde sie auch im Güterverkehr betrieben. Seit Dezember 2021 ist die Strecke elektrifiziert.  

## Betrieb
Die Strecke wird heute ausschließlich im Schienenpersonennahverkehr bedient. Es verkehren täglich im Stundentakt, werktags zur Hauptverkehrszeit im Halbstundentakt, Züge der Linie RB 91 der Bodensee-Oberschwaben-Bahn von Aulendorf über Ravensburg, Meckenbeuren und Friedrichshafen Stadt nach Friedrichshafen Hafen. Eingesetzt werden Triebzüge der Baureihe 426. Des Weiteren befährt im Zweistundentakt die Regionalexpress-Linie RE3 der Relation Basel Badischer Bahnhof – Friedrichshafen Hafen über Waldshut, Schaffhausen und Singen (Hohentwiel) die Strecke. In der Gegenrichtung verkehren diese Züge als RB31 nach Friedrichshafen Stadt, von wo sie als RE3 nach Basel zurückfahren. DB Regio Baden-Württemberg setzt hier die Baureihe 245 (vereinzelt auch die Baureihe 218) mit jeweils drei Doppelstockwagen ein. Einzelne Fahrten werden auch von der Baureihe 612 in Einzel- oder Doppeltraktion geleistet. Zur Hauptverkehrszeit fahren zudem weitere Züge der DB Regio von beziehungsweise nach Überlingen Therme oder Radolfzell zum Hafenbahnhof, wobei hier die Baureihe 622 in Einzel- oder Doppeltraktion oder die Baureihe 650 in Einzel- bis Vierfachtraktion eingesetzt werden. Die Strecke ist in den Bodensee-Oberschwaben Verkehrsverbund (bodo) integriert.